# Moutfort
Moutfort (franska) (luxemburgiska: Mutfert lyssna (fil), tyska: Mutfort) är en ort i kantonen Luxemburg i södra Luxemburg. Den ligger i kommunen Contern, cirka 10 kilometer sydost om staden Luxemburg. Orten har 1 464 invånare (2022).